# Marco d’Oggiono
Marco d’Oggiono (ur. ok. 1467 w Mediolanie, zm. ok. 1524) – włoski malarz renesansowy.
Prawdopodobnie urodził się ok. 1467 roku w Mediolanie, najstarsze źródła mówiące o nim pochodzą z 1487 roku. Był synem złotnika Cristofora pochodzącego z Oggiono w regionie Brianza, od lat 60. XV wieku posiadającego swój warsztat w Mediolanie. W 1490 roku Marco d’Oggiono rozpoczął pracę w warsztacie Leonarda da Vinci. Vasari określił go jako ucznia Leonarda, choć faktycznie był jego współpracownikiem. Prawdopodobnie asystował przy Ostatniej Wieczerzy.
14 czerwca 1491 roku Marco d’Oggiono i Giovanni Antonio Boltraffio zawarli umowę na obraz ołtarzowy Zmartwychwstanie Chrystusa ze św. Leonardem i Łucją do kościoła San Giovanni sul Muro w Mediolanie. Klientami byli bracia Grifi, sponsorzy kaplicy upamiętniającej ich ojca Leonarda Grifiego, arcybiskupa Benevento. Marco d’Oggiono i Boltraffio mieli dostarczyć obraz do listopada 1491 roku, jednak prace ukończyli trzy lata później.
W latach 1498–1504 pracował w różnych włoskich miasteczkach. Następnie wrócił do Mediolanu. Od tego momentu tworzył wyłącznie w Mediolanie i jego okolicach. Zmarł ok. 1524 roku.

## Wybrane dzieła
- Zmartwychwstanie Chrystusa ze św. Leonardem i Łucją (1491–1494) – obraz namalowany wspólnie z Boltraffim, w zbiorach Staatliche Museen zu Berlin[5]
- Madonna w grocie – kopia obrazu Leonarda da Vinci[5]
- Ostatnia Wieczerza – kopia obrazu Leonarda da Vinci[4]

Marco d’Oggiono jest również wymieniany jako jeden z potencjalnych autorów Madonny Litty.